# Owen Garriott
Owen Kay Garriott (n. 22 noiembrie 1930, Enid⁠(d), Oklahoma, SUA – d. 15 aprilie 2019, Huntsville, Alabama, SUA) a fost un inginer electric american și un astronaut NASA, care a petrecut 60 de zile la bordul postului spațial Skylab în 1973 în timpul misiunii Skylab 3 și 10 zile la bordul lui Spacelab-1 pe o misiune de navetă spațială în 1983. 
După ce a slujit în Marina Națională a Statelor Unite, Garriott a fost profesor de inginerie la Universitatea Stanford înainte de a participa la Programul de pregătire a forțelor aeriene ale Forțelor Aeriene ale Statelor Unite și, ulterior, a intrat în NASA. După cariera sa de la NASA, a lucrat pentru diverse companii aerospațiale, a consultat comitetele legate de NASA, a învățat ca profesor adjunct și a efectuat cercetări privind microbii găsiți în medii extreme. 

## Tinerețe
Owen Kay Garriott s-a născut în Enid, Oklahoma, la 22 noiembrie 1930, lui Owen și Mary Catherine Garriott (née).:58–59 Numele intermediar al lui Owen sa bazat pe numele intermediar al mamei sale.:59 El a fost un cercetas (câștigând rangul de cercetător al stelelor)  și a absolvit liceul Enid în 1948, unde a fost numit președinte senior al claselor și a fost votat "cel mai probabil sa reușeasca".  El a obținut o diplomă de licență în inginerie electrică de la Universitatea din Oklahoma în 1953, unde a fost membru al Frației Phi Kappa Psi . El a fost, de asemenea, președintele ales al clasei senior.  Mai târziu a obținut Master in Stiinta și doctorat. de la Universitatea Stanford în inginerie electrică în 1957, respectiv in 1960. 

## Carieră
Garriott a servit ca ofițer de electronice în Marina Statelor Unite ale Americii între 1953 și 1956. Din 1961 până în 1965, a fost profesor asistent și profesor asociat de inginerie electrică la Universitatea Stanford. A efectuat cercetări și a condus studii postuniversitare în fizica ionosferică după ce și-a obținut doctoratul și a autorizat sau a co-autorizat mai mult de 45 de lucrări științifice, capitole și o carte, în special în domenii ale științelor fizice . 
Ca o condiție prealabilă a antrenamentului astronomic în domeniul științei din epocă, a finalizat un program de pregătire pilot de forțe a Fortelor Aeriene ale Statelor Unite ale Americii în 1966, obținând calificarea de pilot în avioane cu reacție . 

### NASA

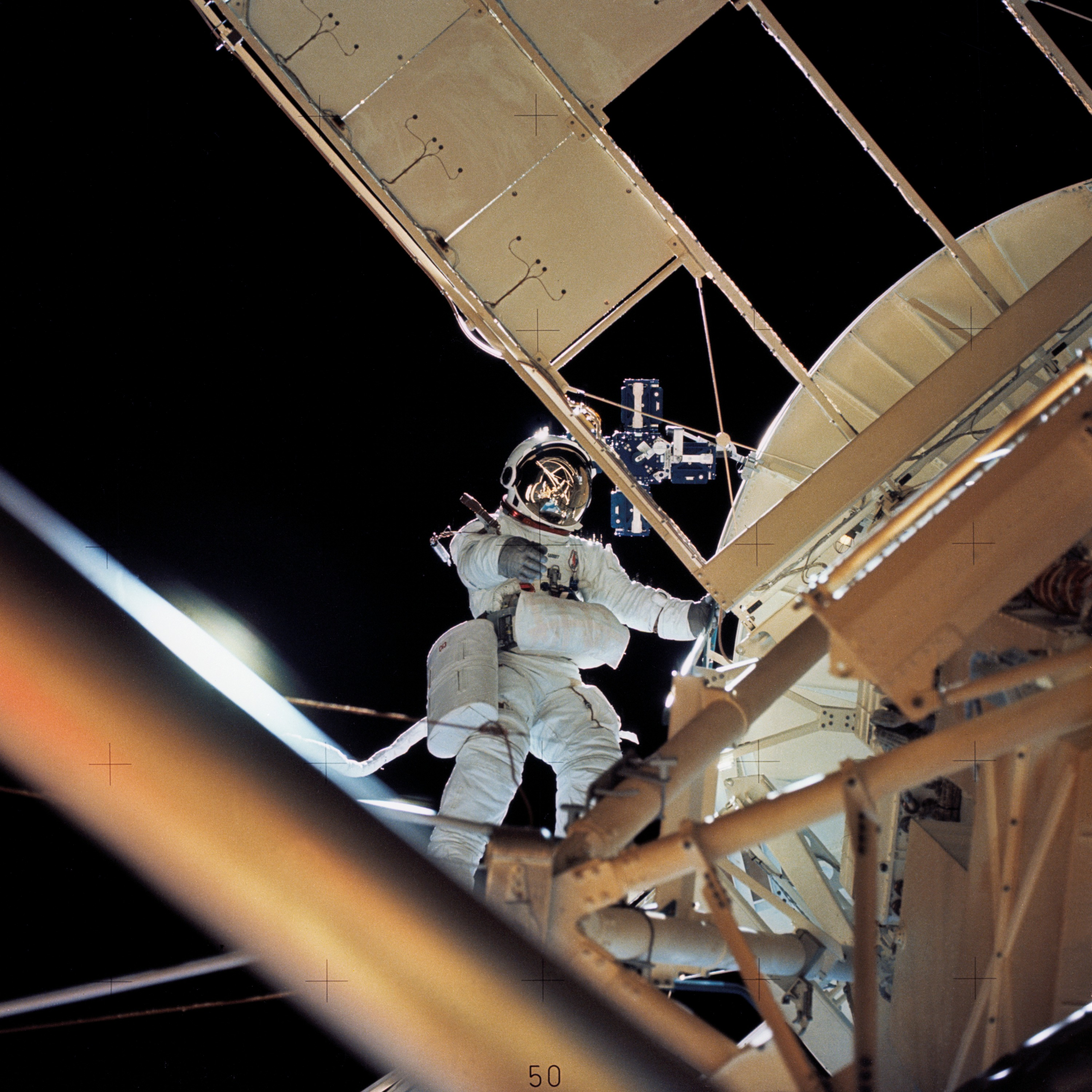
Garriott efectuează o misiune în timpul misiunii Skylab 3.

În 1965, Garriott a fost unul dintre cei șase oameni de știință astronauti selectați de NASA .  Prima sa misiune spațială, misiunea Skylab 3 în 1973, a stabilit un record mondial pentru o durată de aproximativ 60 de zile, mai mult decât dublul înregistrării anterioare. Au fost realizate experimente extinse ale Soarelui, ale resurselor Pământului și ale diferitelor științe ale vieții legate de adaptarea umană la lipsa de greutate . 
Al doilea zbor spațial a fost la bordul STS-9 (Spacelab-1) în 1983, o misiune multidisciplinară și internațională de 10 zile la bordul navelor Space Shuttle Columbia . Au fost efectuate peste 70 de experimente separate în șase discipline diferite, în primul rând pentru a demonstra gradul de adecvare al Spacelab pentru cercetare în toate aceste domenii. A utilizat primul post de radio amator din lume, W5LFL, care s-a extins într-o activitate importantă pe zeci de zboruri de transfer, stația spațială Mir și stația spațială internațională, cu participarea a zeci de astronauti și cosmonauti. 
Între aceste misiuni, Garriott a primit o bursă de la NASA în Biroul de Proiectare al Stației Spațiale. În această funcție a lucrat îndeaproape cu comunitățile științifice externe și a sfătuit managerul de proiect cu privire la adecvarea științifică a designului stației spațiale . 
Garriott a deținut distincția de a fi astronautul NASA cu cea mai veche diplomă de doctorat, obținându-și doctoratul la Universitatea Stanford în 1960, cu doi ani înainte de Robert A. Parker, care și-a obținut doctoratul de la Caltech în 1962. 

### Skylab-ul gluma "păsărică"
La 10 septembrie 1973, controlorii din Houston au fost surprinsi să audă o voce de femeie care cobora de la Skylab. Vocea incepuse cu Bob Crippen, cum il chema pe capul comunicator al capsulei (CAPCOM), iar mai apoi femeia explică: "Băieții nu au avut o masă gătită la domiciliu atât de mult încât am crezut că o să aduc una." După câteva minute în care a descris focurile de pădure văzute din spațiu și un frumos răsărit, femeia a spus: "Oh oh. Trebuie să tai acum. Cred că băieții plutesc aici spre modulul de comandă și nu ar trebui să vorbesc cu tine. Dupa descoperirea astronautilor Skylab, Garriott si-a inregistrat sotia, Helen, intr-o emisiune radio privata cu o seara inainte.  

### Post-cariera NASA
După ce a părăsit NASA în iunie 1986, Garriott a consultat diverse companii aerospațiale și a fost membru al mai multor comitete ale NASA și ale Comitetului Național pentru Cercetare . 
Din ianuarie 1988 până în mai 1993, a fost vicepreședinte al programelor spațiale la Teledyne Brown Engineering . Această diviziune, care a crescut la peste 1.000 de persoane, a asigurat integrarea încărcăturii utile pentru toate proiectele Spacelab de la Centrul de zbor al spațiului Marshall și a avut un rol substanțial în dezvoltarea laboratorului american pentru Stația Spațială Internațională. 
Garriott a dedicat timp pentru mai multe activități caritabile în orașul său natal, inclusiv la Enid Arts and Sciences Foundation, din care a fost cofondator în 1992. Mai târziu, el a acceptat o funcție ca profesor adjunct în Laboratorul de Biologie Structurala de la Universitatea din Alabama in Huntsville și a participat la activitățile de cercetare acolo, care implică noi microbi dupa ce s-a întors din medii extreme, cum ar fi lacuri foarte alcaline și guri de aer hidrotermale de adâncime . Hipertermofiliile au fost returnate de la mai multe scufundări în submersibile ruse MIR la Rainbow Vent Field la o adâncime de 2.300 de metri în apropierea Azorelor din Oceanul Atlantic Central . Alte activități de cercetare au inclus trei călătorii în Antarctica, din care 20 de meteoriți au fost returnați pentru studiu de laborator. Garriott a format o fundație publică filantropică 501 (c) (3) Garriott Family Foundation pentru a finanța călătoria de aventură menționată anterior pentru el însuși, soția sa și alți membri ai familiei sale. 

## Viața personală și moartea

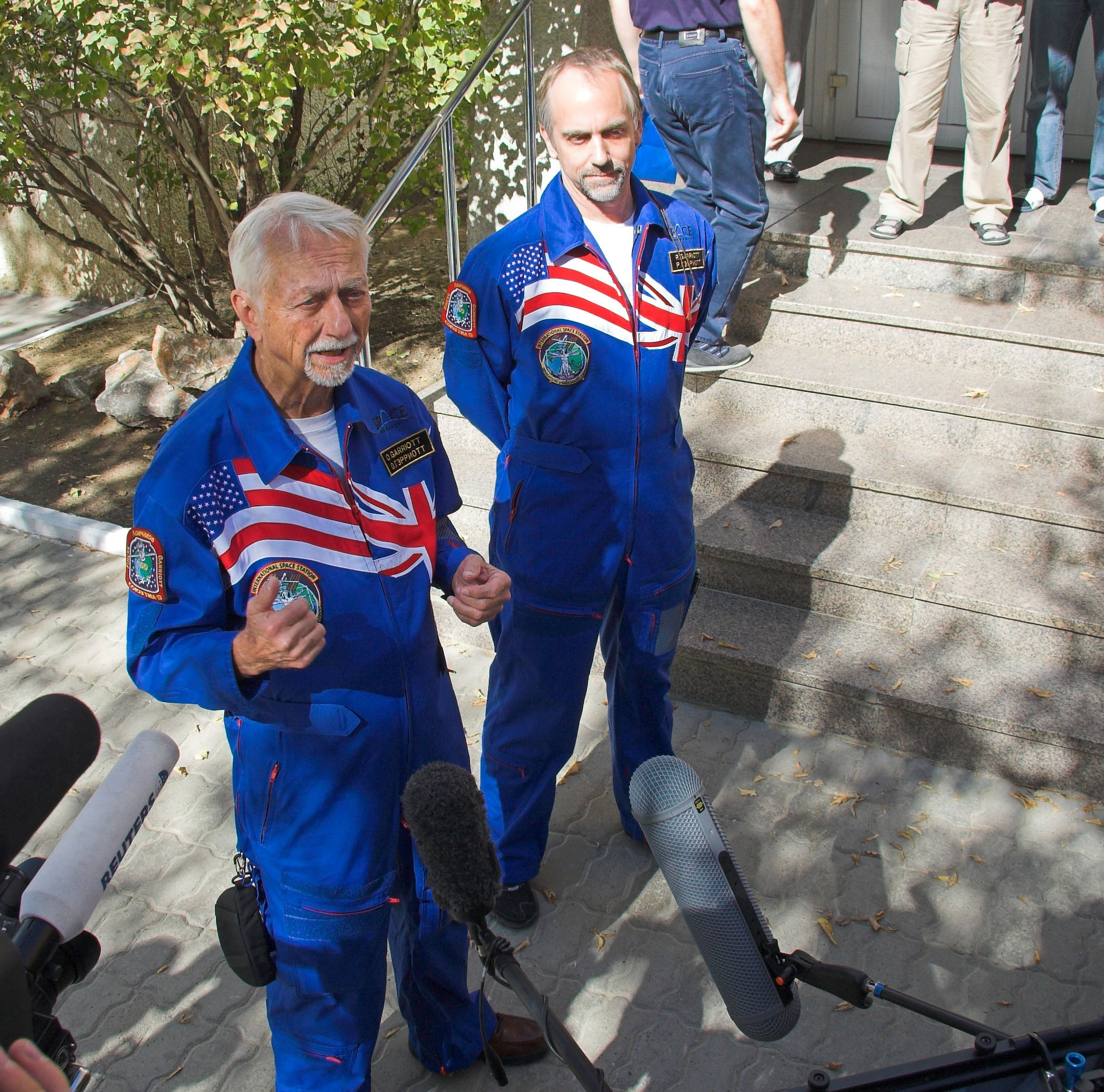
Owen cu Richard, înainte de plecarea in spațiu a fiului său

Garriott sa căsătorit cu Helen Mary Walker, iubita sa din timpul liceului său, în 1952.:61 Au avut patru copii: Randall O. (născut în 1955), Robert K. (născut în 1956), Richard A. (născut în 1961, un programator de calculatoare și creatorul seriei de jocuri Ultima )  și Linda S. născut în 1966). :61 După ce a divorțat de prima soție, Garriott s-a căsătorit cu Evelyn L. Garriott, cu care au avut trei copii dintr-o relație anterioară.:520
Fiul său Richard a fost lansat ca turist spațial la bordul Soyuz TMA-13 pe 12 octombrie 2008, prima persoana americană și a doua persoană din întreaga lume care isi urmează un părinte în spațiu.  Owen Garriott a fost la controlul misiunii in Cosmodromul de la Baikonur din Kazahstan pentru lansare și a fost prezent când fiul său sa întors după 12 zile.  
Garriott a murit pe 15 aprilie 2019, la domiciliul său din Huntsville, Alabama . 

## Organizații
Garriott a fost membru al următoarelor organizații: Societatea Americană de Astronautică (colegi), Institutul American de Aeronautică și Astronautică (asociat), Institutul de Inginerie Electrică și Electronică, Uniunea Geofizică Americană, Asociația Americană pentru Progresul Științei, Asociația Exploratorilor Spatiali (Consiliul de Administrație), Fundația Bursei Astronaut (vicepreședinte și președinte).

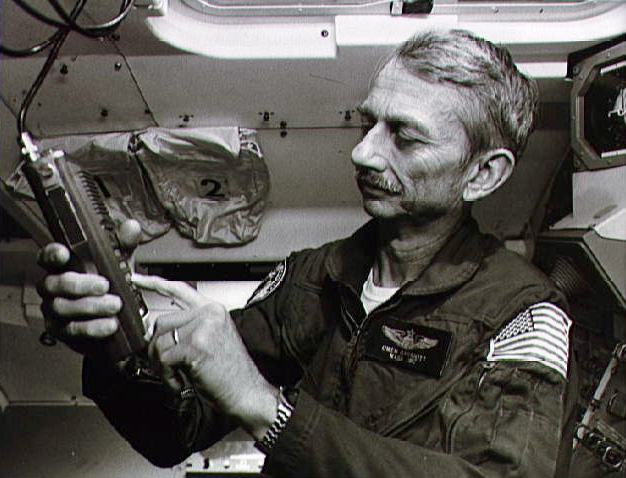
Garriott a folosit un radio amator în timpul antrenamentului STS-9 în 1983

## Premii si onoruri
Garriott a primit următoarele onoruri: National Science Foundation Fellowship, 1960-1961; Doctorat onorific al științei, Universitatea Phillips (Enid, Okla.), 1973; NASA Distinguished Service Medal, 1973; Fédération Aéronautique Internationale VM Komarov Diploma pentru anul 1973;  Premiul Octave Chanute pentru 1975;  și medalia de zbor spațială NASA, 1983. 
Cei trei echipe de astronauți Skylab au primit Trofeul Collier din 1973 "Pentru a dovedi dincolo de întrebarea despre valoarea omului în explorările viitoare ale spațiului și producerea de date benefice pentru toți oamenii de pe Pământ".   Gerald Carr a acceptat trofeul Memorialul Dr. Robert H. Goddard din 1975 de la președintele Ford, acordat astronauților Skylab. 
El a fost unul dintre cei cinci astronauti Oklahomani care au fost prezenti in Sala de Oklahoma Aviation and Space of Fame in 1980,  Sala de Astrologie a Statelor Unite ale Americii in 1997,  Oklahoma Military Hall of Fame in 2000  Școala generală Enid Hall of Fame în 2001. 
Garriott a fost prezentat în 1973 de un doctorat de la Universitatea Phillips. 
O stradă numită după el în Enid, Oklahoma, servește ca una dintre principalele artere ale orașului. Face parte din ruta US 412 . 

## Cărți
Garriott a fost co-autor, împreună cu astronautul Joseph Kerwin și scriitorul David Hitt, de Homesteading Space, o istorie a programului Skylab, publicat în 2008.  El a fost co-autor al introducerii fizicii ionosferice cu Henry Rishbeth. Garriott a fost, de asemenea, un contribuabil la cartea NASA Scientist-Astronauti de David Shayler și Colin Burgess . Garriott a scris prefața cărții.:xv–xvi

## Notițe
Textul acestui articol se bazează pe biografia lui Garriott de la NASA, din august 2002. (Arhivat)